# ヤークート・アル＝ハマウィー
ヤークート・アル＝ハマウィー（アラビア語: ياقوت ابن عبد الله الحموي الرومي Yāqūt ibn ‘Abdullāh al-Hamawī al-Rūmī 、1179年 - 1229年8月20日）は、イスラーム世界の地理学者、詩人。幼少期に奴隷として買い取られた後、学問を修めて見聞を広め、奴隷の身分から解放された後に辞典を著した。
当時の奴隷の名前には宝石の名前が付けられることが多く、ヤークートの名の「ヤークート」（ياقوت Yāqūt）はコランダムを意味する。奴隷身分から解放された後、奴隷時代に付けられた名前を嫌って「ヤアクーブ」（ يعقوب Yaʿqūb, 男性名ヤコブがアラビア語に移入されたもの）と自称したが、その名前は一般には認知されなかった。

## 生涯
両親はビザンツ帝国（東ローマ帝国）生まれのギリシャ人であり、ヤークートはアナトリア半島で誕生した。幼い時に捕虜となったヤークートはバグダードにて奴隷として売りに出され、ハマーの商人アスカルに買われた。
ヤークートはアスカルが付けた家庭教師から学問を習ったほか、アスカルの代理としてオマーン、シリア、ペルシアへ旅に出た。20歳ごろにアスカルと仲を違えたために追い出され、バグダードにて写本を行い、その謝礼で生計を立てることになった。その間にも多くの本を読み、学者たちの講義を聞いて知識を深め、しばらくしてアスカルと和解した。アスカルの死後にヤークートは独立し、書店を開く。
1215年にダマスカスを訪れた時、4代カリフ・アリーの悪口を言ったため、周りにいたアリー寄りの人間から襲われる羽目になった。命からがら逃げだしたヤークートはバグダードに戻らず、中央アジアのメルヴに向かった。
1218年ごろからヤークートは地理学辞典の構想を練り始め、メルヴの図書館にて資料を収集する。1218年末にはホラズム地方のヒヴァを訪れるが、1219年にモンゴル帝国がホラズム・シャー朝を攻撃する伝聞を知ると、研究資料を抱えながら慌てて西に避難した。
1220年にはイラク北部のモースルにたどり着き、1224年に辞典の初稿を書き上げ、1228年に『地理学辞典』（「諸国集成」 معجم البلدان Mu‘jam al-Buldān））を完成させた。ヤークートは死の直前まで『地理学辞典』の改訂を続け、1229年8月20日に没した。一説によれば、アレッポ郊外のキャラバンサライにて没したといわれる。

## 著作
ヤークートは新しい概念を生み出す学者ではなく、既存の資料のデータをまとめ、その中の情報を整理し、後世の人間に利用しやすい形で伝える学者と評価されている。
代表作の『地理学辞典』（معجم البلدان Mu‘jam al-Buldān）にはアラビア文字のアルファベット順に事項が並べられており、イベリア半島から中央アジア、インドの一部に至る地域の町、山、河川に説明を加えている。内容は地理だけにとどまらず、歴史、人種、自然誌が記されている。
アラブ世界の学者の人名事典である『学者文人事典』（「文人たちの階層」 معجم الأدباء Mu‘jam al-Udabā'）、同じ名称の地名を並べた『類語辞典』（المشترک وضعا al-Mushtarak waḍ‘ā）を著し、『地理学辞典』『学者文人事典』『類語辞典』の3つの作品によって名声を獲得した。ヤークートが著した事典類には依拠した資料が明記されており、その中ではすでに原本が失われた古書の記述も引用されているため、その重要性はより高いものとなっている。
そのほか、アラブ民族の系図を研究した作品が現存しており、『詩人たちの物語』『文人たちの物語』などの作品も著した。しかし、著作の大部分は散逸している。